# Murs grecs d'Hipponion
Les murs grecs d'Hipponion sont les murs cyclopéens qui entouraient et protégeaient l'ancienne polis grecque d'Hipponion (aujourd'hui Vibo Valentia), dans la province de Vibo Valentia en Calabre,.

## Historique
À l'origine, ces remparts, datant de la fin du VIe au début du IIIe siècle av. J.-C., devaient mesurer environ  6 à 7 km de long, 10 m de haut et il y avait des tours à une distance variant entre 25 et 40 m. Les plus impressionnantes d'entre elles avaient un diamètre de 10 m et atteignaient de 15 à 17 m de hauteur. 
Aujourd'hui, le seul tronçon mis au jour mesure environ 10 m  et compte huit tours, dont la plus haute atteint 4 m de hauteur. Ce tronçon, situé à proximité du cimetière de la ville, a été décrit pour la première fois en 1753 par les frères Pignatari, tandis qu'en 1832 Vito Capialbi (it) publiait le plan du parcours. 
Cependant, les fouilles qui l'ont mis au jour ont eu lieu entre 1916 et 1917 et entre 1921 et 1922, menées par l'archéologue Paolo Orsi, qui a également découvert les bases d'édifices et de temples attribuables à la polis grecque. En 1916 il découvrit le stylobate d'un temple dorique et, en 1921, mit au jour une longue partie des remparts d'Hipponion.
À l'époque contemporaine, les murs grecs d'Hipponion représentent les remparts helléniques les plus impressionnants présents en Italie et le site archéologique pourrait s'étendre à l'avenir si de nouvelles campagnes de fouilles sont menées dans différentes zones de la ville où d'autres sections de cette fortification ont été identifiées.